# Геци, Барнабас фон
Барнабас фон Геци (нем. Barnabás von Géczy; 4 марта 1897 — 2 июля 1971) — немецкий скрипач, руководитель одного из самых известных эстрадных оркестров 1920-30-х гг.

## Биография
Геци родился 4 марта 1897 года в Будапеште. Обучался в Будапештской Музыкальной Академии (класс Енё Хубаи). С 1919 — концертмейстер будапештской оперы. Летом 1922 в связи с экономическими обстоятельствами покинул Венгрию. В 1924 году по объявлению в газете отправился в качестве скрипача на гастроли в Трондхейм (Норвегия). Из-за разногласий с капельмейстером, Геци организовал свой первый ансамбль — трио, в которое вошёл и пианист Эрих Кашубек. Во время этих гастролей Геци познакомился со своей будущей супругой.
В том же году он получил несколько приглашений, в том числе в стокгольмскую оперу и Филадельфийский оркестр, однако, счёл более выгодным выступать в берлинском «Weinhaus Traube».
Позже Геци и его оркестр стали салонным ансамблем берлинского отеля «Esplanade». Последовали записи грампластинок для Homocord, Parlophon, Telefunken и Electrola, принёсшие фон Геци европейскую известность. В 1932 он стал призёром конкурса, проводимого газетой «8-Uhr-Abendblatt», второе место получил Михаэль Шугальте.
В сезон 1933/34 гг. оркестр фон Геци играл в составе вечеров кабаре Берлинского народного театра. С 1938 — профессор. Со своим оркестром с 1942 он выступает в программе берлинского радио «Wenn der Tag zu Ende geht - Ein Melodienreigen für Front und Heimat» (диктор Хайнц Гёдеке). В 1944 фон Геци вместе с Вилли Штехом, преемником Георга Хентцшеля и Францем Гроте, руководителем развлекательных оркестров, отправляется в Прагу. Последнее выступление пришлось на апрель 1945.
После войны Геци переехал в Мюнхен, где собрал новый оркестр, ставшим салонным ансамблем кафе «Luitpold» и записывавшем пластинки для Polydor.
Барнабас фон Геци был виртуозным скрипачом, благодаря его аранжировкам множество салонных оркестров усилили роль струнных в своих выступлениях.

## Фильмография
| Год  |   | Русское название                       | Оригинальное название        | Роль           |
| ---- | - | -------------------------------------- | ---------------------------- | -------------- |
| 1931 | ф | Дело господина О.Ф.                    | Die Koffer des Herrn O.F.    | дирижёр        |
| 1931 | ф | ... (короткометражный)                 | Kabarett-Programm Nr. 5      |                |
| 1931 | ф | ... (короткометражный)                 | Kabarett-Programm Nr. 2      |                |
| 1932 | ф | Скоро всё наладится (короткометражный) | Es wird schon wieder besser  | дирижёр        |
| 1932 | ф | Графиня Монте-Кристо                   | Die Gräfin von Monte-Christo |                |
| 1932 | ф | ...                                    | Die - oder keine             | первый скрипач |
| 1932 | ф | Приключения в Энгадине                 | Abenteuer im Engadin         | (нет в титрах) |
| 1933 | ф | ... (короткометражный)                 | Eine wie du                  |                |
| 1953 | ф | ...                                    | Schlagerparade               |                |